# Рајтсвил (Пенсилванија)
Рајтсвил (енгл. Wrightsville) град је у америчкој савезној држави Пенсилванија.

## Демографија
По попису из 2010. године број становника је 2.310, што је 87 (3,9%) становника више него 2000. године.
| Група             | 2000.         | 2010.         |
| Белци             | 2.150 (96,7%) | 2.185 (94,6%) |
| Афроамериканци    | 9 (0,4%)      | 17 (0,7%)     |
| Азијати           | 8 (0,4%)      | 6 (0,3%)      |
| Хиспаноамериканци | 45 (2,0%)     | 64 (2,8%)     |
| Укупно            | 2.223         | 2.310         |